# Praseodymi(III) sulfat
Praseodymi(III) sunfat là một hợp chất vô cơ của praseodymi và ion sunfat với công thức hóa học Pr2(SO4)3. Nó là một hợp chất tinh thể màu lục hơi nhạt, không mùi. Muối khan dễ dàng hấp thụ nước tạo thành pentahydrat và octahydrat.

## Điều chế
Các tinh thể của octahydrat có thể được tạo ra từ dung dịch  bằng cách hòa tan bột Pr2O3 ẩm (hoặc Pr(OH)3) với axit sunfuric. Quy trình này có thể được tối ưu hóa bằng cách thêm một vài bước làm bay hơi/ hòa tan liên quan đến hóa chất hữu cơ.

## Tính chất
Praseodymi(III) sunfat ổn định ở điều kiện tiêu chuẩn. Ở nhiệt độ cao, nó dần mất nước và màu của hợp chất trở nên nhạt hơn. Giống như tất cả các muối sunfat của kim loại đất hiếm khác, khả năng hòa tan của nó giảm theo nhiệt độ, một đặc tính từng được sử dụng để tách nó khỏi các hợp chất không phải của kim loại đất hiếm.
Pentahydrat và octahydrat có cấu trúc tinh thể đơn tà với mật độ tương ứng là 3,713 và 2,813 g/cm³. Các tinh thể octahydrat là hai trục quang học, với các chiết suất là nα = 1,5399, nβ = 1,5494 và nγ = 1,5607. Chúng thuộc nhóm không gian C12/c1 (số 15) và có các hằng số mạng a = 1370,0(2) pm, b = 686,1(1) pm, c = 1845,3(2) pm, β = 102,80(1)° và Z = 4.

## Hợp chất khác
Pr2(SO4)3 còn tạo một số hợp chất với N2H4, như Pr2(SO4)3·12N2H4·5H2O là tinh thể bát diện màu lục, không tan trong benzen, aceton nhưng tan trong nước và axit khoáng nồng độ 2 N, d = 2,129 g/cm³.